# Can't Stop the Feeling!
Can't Stop the Feeling! är en låt inspelad av Justin Timberlake från filmen Trolls, skriven av Shellback, Max Martin och Timberlake själv. Den släpptes som singel den 6 maj 2016. Låten toppade Billboard Hot 100 och blev den tjugosjätte låten som debuterat på plats nummer ett på listan.